# Robert Willems
Robert Willems, né le 6 mai 1935 à Lierre, est un joueur de football international belge actif principalement durant les années 1950 et 1960. Il effectue la majeure partie de sa carrière au Lierse SK, où il occupe le poste de milieu de terrain. Avec ce club, il remporte un titre de champion et une Coupe de Belgique.

## Carrière en club
Robert Willems fait ses débuts avec l'équipe première du Lierse SK en 1953, à l'âge de 18 ans. Le club vient de remonter en Division 1 et s'installe durablement en milieu de classement. Le joueur est appelé à plusieurs reprises avec les juniors et les espoirs entre 1954 et 1957. Devenu une valeur sûre dans le onze de base lierrois, il mène l'équipe à la conquête du titre de champion de Belgique en 1960. Il dispute ainsi la Coupe des clubs champions européens 1960-1961, où le club est éliminé dès le premier tour par le FC Barcelone.
Durant la décennie suivante, Robert Willems s'impose naturellement comme un des piliers des « Pallieters » et en devient le capitaine. Il est également convoqué à treize reprises en équipe nationale entre 1960 et 1967 mais il ne dispute finalement que quatre rencontres avec les « Diables Rouges ». Il remporte la première Coupe de Belgique de l'histoire du Lierse en 1969 en remportant la finale face au Racing White.
En 1970, il est nommé joueur-entraîneur, poste qu'il occupe durant une saison. Il décide ensuite de quitter le club lierrois après y avoir disputé 470 rencontres de première division en 18 saisons pour aller à Dessel Sport, une équipe qui évolue en Division 3, où il est également joueur-entraîneur. Il y preste durant deux saisons et quitte ensuite le club, mettant par la même occasion un terme définitif à sa carrière de joueur.
Robert Willems revient à Dessel à la fin de la saison 1974-1975 et parvient à assurer de justesse le maintien du club en troisième division. Il dirige l'équipe les deux saisons suivantes, l'amenant à la quatrième place en 1977, avant de quitter à nouveau ses fonctions. Il prend en mains le Sint-Niklaasse SK durant la saison 1980-1981 mais elle se solde par un échec, le club terminant dernier en Division 2. Il est ensuite nommé au Londerzeel SK, un club de Promotion, qu'il dirige durant une saison. Il effectue un troisième et dernier passage à Dessel Sport lors de la saison 1985-1986. Le club, relégué en Promotion depuis son départ cinq ans plus tôt, termine le championnat juste au-dessus des places de relégables.

### Palmarès
- 1 fois champion de Belgique en 1960 avec le Lierse SK.
- 1 fois vainqueur de la Coupe de Belgique en 1969 avec le Lierse SK.

### Statistiques
| Saison                | Club                  | Championnat           | Championnat | Championnat | Coupe(s) nationale(s) | Coupe(s) nationale(s) | Compétition(s) continentale(s) | Compétition(s) continentale(s) | Compétition(s) continentale(s) | Total | Total |
| Saison                | Club                  | Division              | M.          | B.          | M.                    | B.                    | Comp.                          | M.                             | B.                             | M.    | B.    |
| 1953-1954             | K Lierse SK           | Division 1            | -           | -           | -                     | -                     | -                              | 0                              | 0                              | 0     | 0     |
| 1954-1955             | K Lierse SK           | Division 1            | -           | -           | -                     | -                     | -                              | 0                              | 0                              | 0     | 0     |
| 1955-1956             | K Lierse SK           | Division 1            | -           | -           | -                     | -                     | -                              | 0                              | 0                              | 0     | 0     |
| 1956-1957             | K Lierse SK           | Division 1            | -           | -           | 0                     | 0                     | -                              | 0                              | 0                              | 0     | 0     |
| 1957-1958             | K Lierse SK           | Division 1            | -           | -           | 0                     | 0                     | -                              | 0                              | 0                              | 0     | 0     |
| 1958-1959             | K Lierse SK           | Division 1            | -           | -           | 0                     | 0                     | -                              | 0                              | 0                              | 0     | 0     |
| 1959-1960             | K Lierse SK           | Division 1            | -           | -           | 0                     | 0                     | -                              | 0                              | 0                              | 0     | 0     |
| 1960-1961             | K Lierse SK           | Division 1            | -           | -           | 0                     | 0                     | C1                             | -                              | -                              | 0     | 0     |
| 1961-1962             | K Lierse SK           | Division 1            | -           | -           | 0                     | 0                     | -                              | 0                              | 0                              | 0     | 0     |
| 1962-1963             | K Lierse SK           | Division 1            | -           | -           | 0                     | 0                     | -                              | 0                              | 0                              | 0     | 0     |
| 1963-1964             | K Lierse SK           | Division 1            | -           | -           | -                     | -                     | -                              | 0                              | 0                              | 0     | 0     |
| 1964-1965             | K Lierse SK           | Division 1            | -           | -           | -                     | -                     | -                              | 0                              | 0                              | 0     | 0     |
| 1965-1966             | K Lierse SK           | Division 1            | -           | -           | -                     | -                     | -                              | 0                              | 0                              | 0     | 0     |
| 1966-1967             | K Lierse SK           | Division 1            | -           | -           | -                     | -                     | -                              | 0                              | 0                              | 0     | 0     |
| 1967-1968             | K Lierse SK           | Division 1            | -           | -           | -                     | -                     | -                              | 0                              | 0                              | 0     | 0     |
| 1968-1969             | K Lierse SK           | Division 1            | -           | -           | -                     | -                     | -                              | 0                              | 0                              | 0     | 0     |
| 1969-1970             | K Lierse SK           | Division 1            | -           | -           | -                     | -                     | C2                             | -                              | -                              | 0     | 0     |
| 1970-1971             | K Lierse SK           | Division 1            | -           | -           | -                     | -                     | -                              | 0                              | 0                              | 0     | 0     |
| Sous-total            | Sous-total            | Sous-total            | 470         | -           | -                     | -                     | -                              | -                              | -                              | 470   | 0     |
| 1971-1972             | KFC Dessel Sport      | Division 3            | -           | -           | -                     | -                     | -                              | 0                              | 0                              | 0     | 0     |
| 1972-1973             | KFC Dessel Sport      | Division 3            | 13          | 0           | -                     | -                     | -                              | 0                              | 0                              | 13    | 0     |
| Sous-total            | Sous-total            | Sous-total            | 13          | -           | -                     | -                     | -                              | -                              | -                              | 13    | 0     |
| Total sur la carrière | Total sur la carrière | Total sur la carrière | 483         | -           | -                     | -                     | -                              | -                              | -                              | 483   | 0     |

## Carrière en équipe nationale
Robert Willems compte treize convocations en équipe nationale belge, pour seulement quatre matches joués. Appelé pour la première fois le 13 avril 1960 à l'occasion d'un match amical contre le Chili, il jouera deux autres rencontres cette année-là. Il est ensuite rappelé en 1964 mais il doit attendre le 24 mars 1965 et un déplacement amical en Irlande pour jouer à nouveau avec les « Diables Rouges ». Bien qu'il soit encore appelé six fois jusqu'en 1967, il ne joue pas d'autre match international.

### Liste des sélections internationales
Le tableau ci-dessous reprend toutes les sélections de Robert Willems. Les matches qu'il ne joue pas sont indiqués en italique. Le score de la Belgique est toujours indiqué en gras.
| Date       | Compétition                                  | Adversaire           | Lieu           | Score | Remarque |
| ---------- | -------------------------------------------- | -------------------- | -------------- | ----- | -------- |
| 13/04/1960 | Match amical                                 | Chili                | Bruxelles      | 1-1   |          |
| 24/04/1960 | Match amical                                 | Pays-Bas             | Anvers         | 2-1   | 75e      |
| 19/10/1960 | Éliminatoires Coupe du monde 1962 (Groupe 1) | Suède                | Stockholm      | 2-0   |          |
| 15/04/1964 | Match amical                                 | Suisse               | Genève         | 2-0   |          |
| 21/10/1964 | Match amical                                 | Angleterre           | Londres        | 2-2   |          |
| 02/12/1964 | Match amical                                 | France               | Bruxelles      | 3-0   |          |
| 24/03/1965 | Match amical                                 | République d'Irlande | Dublin         | 0-2   |          |
| 02/06/1965 | Match amical                                 | Brésil               | Rio de Janeiro | 5-0   |          |
| 22/05/1966 | Match amical                                 | Union soviétique     | Bruxelles      | 0-1   |          |
| 25/05/1966 | Match amical                                 | République d'Irlande | Bruxelles      | 2-3   |          |
| 11/11/1966 | Match amical                                 | France               | Bruxelles      | 2-1   |          |
| 16/04/1967 | Match amical                                 | Pays-Bas             | Anvers         | 1-0   |          |
| 21/05/1967 | Éliminatoires Euro 1968 (Groupe 7)           | Pologne              | Chorzów        | 3-1   |          |